# وایزتا (مینه‌سوتا)
وایزتا، مینه‌سوتا (به انگلیسی: Wayzata, Minnesota) شهری در ایالت مینه‌سوتا در ایالات متحده آمریکا است. این شهر بخشی از غرب متروپل سنت پل-مینیاپولیس محسوب می‌شود. نام وایزاتا از زبان لاکوتا سو گرفته‌شده‌است. شهر در سواحل دریاچه مینه‌تونکا واقع شده که باعث جذب گردشگران زیادی به این شهر می‌شود.

## خصوصیات
وایزتا ۸٫۱۸ کیلومترمربع مساحت و ۳٬۶۸۸ نفر جمعیت دارد و ۲۸۷ متر بالاتر از سطح دریا واقع شده‌است.